# Comtat d'Erie (Nova York)
El comtat d'Erie (en anglès: Erie County) és un comtat situat al nord-oest de l'estat de Nova York, als Estats Units.
Al cens de l'any 2000, el comtat tenia 950.265 habitants i una densitat poblacional de 351 persones per km². Va ser fundat l'any 1821 i la seu del comtat és Buffalo, a més de ser-ne la ciutat més poblada.
Segons l'Oficina del Cens, el comtat té una àrea total de 3,178 km2 (1,227.0 sq mi), dels quals 2,704 km2 (1,044.0 sq mi) són terra i 474 km2 (183.0 sq mi), el 14,89%, són aigua.

## Reserves índies
- Reserva Índia dels Cattaraugus
- Reserva Índia dels Tonawanda